# السعادة (سوهاج)
قرية السعادة هي إحدى القرى التابعة لمركز طما بمحافظة سوهاج في جمهورية مصر العربية. حسب إحصاءات سنة 2006، بلغ إجمالي السكان في السعادة 2911 نسمة، منهم 1664 رجل و1247 امرأة.